# Hydriomena promulgata
Hydriomena promulgata là một loài bướm đêm trong họ Geometridae.